# Cup-a-Soup
Cup-a-Soup (ook Cup·a·Soup of Cup a Soup) is een droge instantsoep. De soep kan in poedervorm in een beker of soepkom gedaan worden, waarna er door het toevoegen van heet water een kant en klare soep ontstaat.

## Merken
Cup-a-Soup wordt wereldwijd in verschillende landen onder verschillende 'overkoepelende' merken verkocht. Zo wordt het in Nederland verkocht als Unox Cup-a-Soup, en in veel andere landen van Europa, zoals Frankrijk, Duitsland, Zweden, België en Spanje, als Knorr Cup-a-Soup. Ook buiten Europa, zoals in de Verenigde Staten en Australië, wordt het verkocht onder merknamen van Unilever, respectievelijk als Lipton Cup-a-Soup en Continental Cup a Soup. In het Verenigd Koninkrijk is Batchelors Cup a Soup verkrijgbaar, een merknaam van Premier Foods, dat geen onderdeel is van Unilever.

## Geschiedenis
Cup-a-Soup werd door Unilever in 1970 geïntroduceerd in de Verenigde Staten onder het merk Lipton.
Het product was in de V.S. voldoende succesvol om het daarna in verschillende andere landen, waaronder Nederland, te introduceren.
Bij de overname door Unilever van Bestfoods werd Unilever verplicht de fabricage van instantsoepen buiten Nederland af te stoten. Het behield wel in veel landen de rechten op het merk Cup-a-Soup. Dat leidde tot de wat merkwaardige situatie dat Unilever in die landen ging concurreren met de soepen die het zelf groot had gemaakt en die nu onder een andere naam werden verkocht.

### Nederland
In 1972 werd Cup·a·Soup op de Nederlandse markt geïntroduceerd door Unilever-dochter Calvé. Vrij spoedig werd het als Lipton Cup·a·Soup verkocht.
De ontwikkeling en vervaardiging van deze instantsoep viel onder hetzelfde bedrijfsonderdeel als de droge soepen van Royco. Ergens in de jaren 1970 werd dat ook het merk waar Cup-a-Soup onder verkocht werd in Nederland.
In 1990 werd besloten om alle soepen van Unilever in Nederland samen te voegen als de Unilever-dochter UVG. In 1996 werd UVG samengevoegd met Van den Bergh (de merken Becel, Croma, Bona) tot Van den Bergh Nederland.
Anno 1996 kende het merk Royco jaarlijks een omzetgroei van 2 à 3 procent. In dat jaar bezat Cup-a-Soup 66% van de Nederlandse markt op het gebied van eenpersoons instantsoep. Het merk mikte op vrouwen vanaf 35 jaar die laat in de ochtend of 's middags thuis een kopje soep voor zichzelf maken.
Na de fusie in 1996 werd er besloten dat het product in de vijf jaren daarop een omzetgroei moest gaan doormaken van 12 procent per jaar. Om dit te bereiken, werd er eind 1996 onder meer de "Cup-a-Soup Maxx" geïntroduceerd: een extra gevuld product dat de mannen meer moest gaan aanspreken. De positie van soep als tussendoortje zou sterker gepresenteerd gaan worden, met aanwezigheid in bijvoorbeeld tankstations en in de koffieautomaat. In die periode snoeide Unilever flink in haar arsenaal aan merknamen. Ook Royco moest eraan geloven: langzamerhand veranderden alle Roycoproducten in Unoxproducten. In 1998 was Cup-a-Soup aan de beurt. Het merk Royco verdween in Nederland geheel, in België bleven beide merken, Royco en Cup-a-Soup, naast elkaar bestaan. De fabriek in Utrecht werd verkocht aan Campbell's (maar het merk Cup-a-Soup bleef voor het Europese vasteland in handen van Unilever). De productie van de (instant)soepen werd verplaatst naar Polen.

#### Reclamecampagne vanaf 1998
Het reclamebureau Ammirati Puris Lintas werd aan het werk gezet om een reclamefilmpje te maken dat de poedersoep populair zou maken onder een breder publiek. Cup-a-Soup moest neergezet worden als een pittige opkikker om vier uur 's middags, als alternatief voor het kopje koffie of thee.
Om de soep aan een nieuw publiek te slijten, werd in oktober 1998 de licht absurdistische reclamecampagne "Cup-a-Soup: Succes is een keuze" gelanceerd. Voortaan bediende men zich in de reclames van de kreet: Vier uur Cup-a-Soup. Dat zouden meer mensen moeten doen!, verwijzend naar het tijdstip dat men op kantoor zit en geen energie meer over heeft. De hele campagne bestaat uit een lichte satire op het kantoorwerk. In het eerste reclamespotje wordt John (gespeeld door Kees Boot) geïntroduceerd, een dankzij Cup-a-Soup immer scherpe manager - 'Johns motto: succes is een keuze' - die tragisch aan zijn eind komt doordat hij verpletterd wordt onder een neerstortende kast van verhuizers, die niet scherp waren omdat ze geen Cup-a-Soup gedronken hadden.
In het tweede filmpje uit de campagne blijkt John de verplettering overleefd te hebben, en wordt hij behandeld door de handige "dokter Bob" die weliswaar zijn zaakjes goed op orde heeft, maar vanaf vier uur grote fouten begint te maken die hem noodlottig worden, doordat hij geen Cup-a-Soup consumeert. De tijdelijke reclame die daarop volgt, een parodie op een bestaand persoon, veroorzaakt een klein relletje, met name bij de geparodieerde. De reclame begon met de zinnen: "Dit is Louis, Louis is exit! Louis was een visionair. Een Leider met een grote L.....", en parodieerde het ontslag van Louis van Gaal als bondscoach van het Nederlands elftal in het jaar 2001. Nederland slaagde er niet in om zich te kwalificeren voor het hoofdtoernooi van wereldkampioenschap in Japan en Zuid-Korea, ten bate van Ierland. De reclame gaat over een manager die 'total commitment' van zijn medewerkers eist en hen daarom na 4 uur met een druk op de knop door het plafond schiet. "Louis had zo zijn eigen manieren om mensen ook na vieren scherp en alert te houden."
De daaropvolgende reclame toonde Sjors, gestalte gegeven door Ruben van der Meer. Deze manager ("Ik ben geen manager, ik ben een 'inspirator'") is de gehele dag uitermate ontspannen, en probeert positieve energie op zijn werknemers uit te stralen. Het enige moment dat Sjors echter niet gestoord wil worden, is om vier uur, wanneer hij zijn "soepie" ruikt. Wie hem dan stoort, wordt toegeschreeuwd met de woorden: "NU! EVEN! NIET! Kunnen jullie dan helemaal NIETS alleen?! Stelletje hufters!" Later is het stukje "Stelletje hufters!" door de reclamemakers verwijderd uit de commercial. Na zijn Cup-a-Soup gaat hij op een bureaustoel staan en verontschuldigt hij zich 'en plein public' vervolgens met de zin: Jongens, het spijt me van daarnet. Zeg het maar: Sjors, je bent een eikel... kooooommaar kommaar kommaar kommaar.
Het eerste filmpje werd in 1999 beloond met 3 prijzen: in januari de prijs van Europese reclamejournalisten, in april de Zilveren Lamp (een reclameprijs voor creativiteit) en in mei de Gouden Effie. In 2003 werd Cup-a-Soup tweede in de strijd om de titel "Adverteerder van het Jaar". en in juni won de hele campagne de jubileum-effie, vanwege 20 jaar Effies in Nederland.

## Trivia
- Bob Fosko spreekt de zin Vier uur Cup-a-Soup. Dat zouden meer mensen moeten doen in.[18]
- Het deuntje "How deep is your dip" is afkomstig van het Amsterdamse bedrijf Massive Music dat reclamedeuntjes componeert.[19]
- In 2003 nam Ria Valk het carnavalsliedje "Geef mij maar Cup-a-Soup" op, geschreven door Pierre Kartner. Verkoop van het plaatje werd echter door Unilever verboden.[20]